# Ciriaco de' Pizzicolli
Ciriaco de' Pizzicolli či Cyriak nebo Cyriacus z Ancony (latinsky Ciriacus Anconitanus; kolem 1391 Ancona - kolem 1455 Cremona) byl italský obchodník a humanista. Je považován za jednoho z předchůdců moderní klasické archeologie a jednoho z prvních epigrafiků. Nejdříve studoval Trajanův oblouk v Anconě. Cyriaco zkopíroval četné starořecké a latinské nápisy. Mnoho starověkých textů je dostupných jen díky němu. Jako první také identifikoval ruiny poblíž jednoho kláštera ve střední Albánii jako pozůstatky starověkého města Apollonia. Jeho význam zdůraznil italský archeolog z 19. století Giovanni Battista de Rossi.
Jako obchodník cestoval Cyriaco v letech 1412 až 1454 do Adrianopole, Konstantinopole, Marmary, severního Egeje, na Kyklady, Krétu, Chios, do Milétu, na Lesbos, do Peloponésu a Epiru. Navštívil mimo jiné chrám Hagia Sofia, aténskou Akropoli i ruiny Delf. Všude kreslil a kopíroval nápisy, aby zachránil staré předměty před zapomenutím. Během svého života však své poznámky nezveřejnil.